# 奧姆斯柯克站

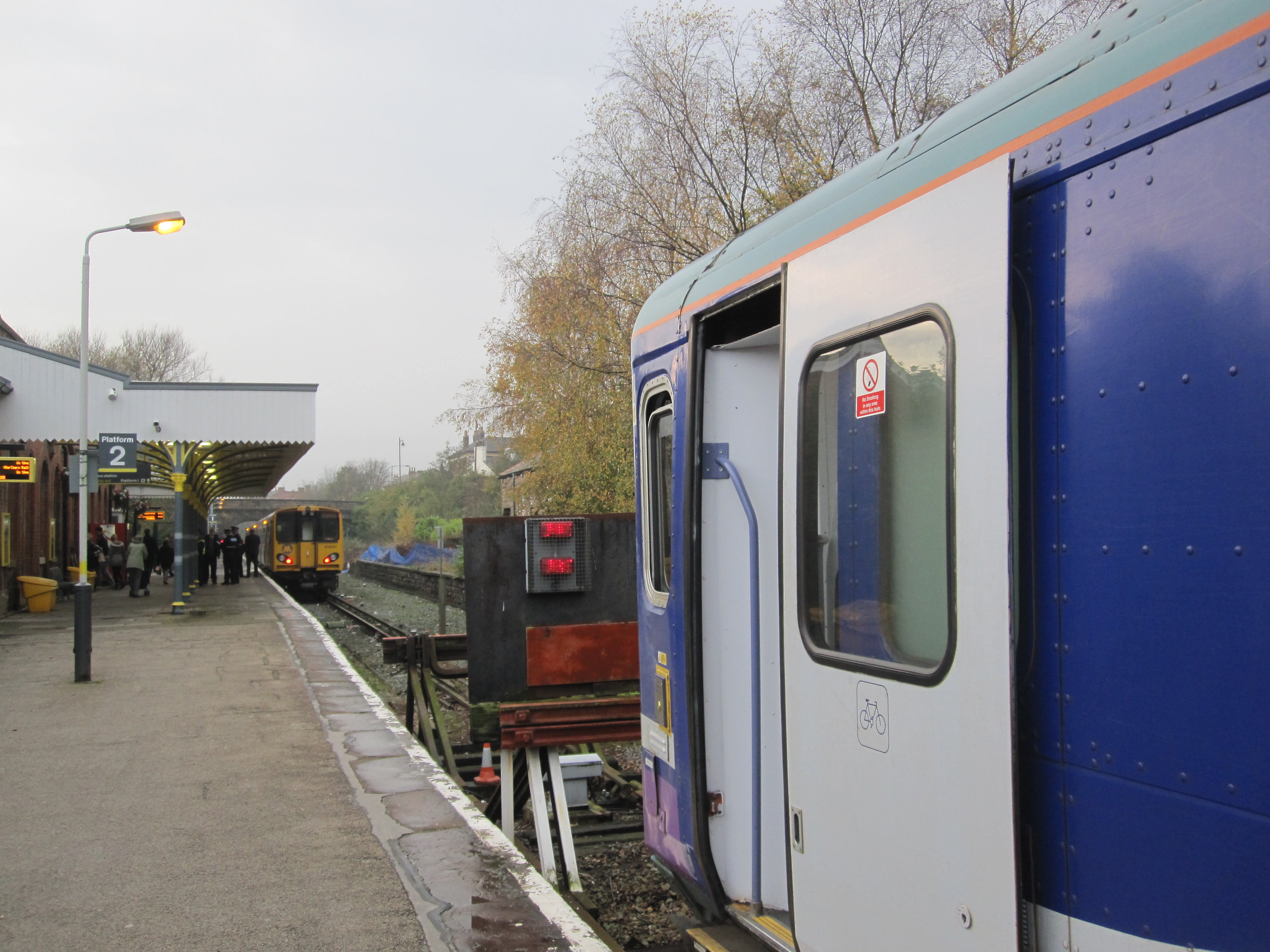
奧姆斯柯克站月台的跨月台轉乘區，由止衝擋分隔北方列車與默西鐵路

奧姆斯柯克（英語：Ormskirk railway station）是英國蘭開夏郡奧姆斯柯克的北方列車與默西鐵路共用跨月台轉車站，以一座長月台連結兩條鐵路的候車區供乘客平面徒步轉乘，於1849年4月2日啟用。
該車站在2009年進行了耗資150萬英鎊的翻新工程。翻新工程包括新的售票大廳、候車室、廁所設施、售票櫃檯和新的自動旋轉門，以及經過改造和景觀美化的路徑以及通往巴士轉運站的自行車道。2018 年10月和11月期間，站台的高度、寬度和佈局進行了調整，以便為默西鐵路於2020年推出的新列車做準備。